# Dragoni (Kampanien)
Dragoni ist eine italienische Gemeinde (comune) mit 1929 Einwohnern (Stand 31. Dezember 2023) in der Provinz Caserta in Kampanien. Sie ist Bestandteil der Comunità Montana Monte Maggiore. Die Gemeinde liegt etwa 21 Kilometer nordnordwestlich von Caserta an den Monti Trebulani. Der Volturno bildet die nördliche Gemeindegrenze. Im Ortsteil San Giorgio befindet sich der Verwaltungssitz der Gemeinde.

## Verkehr
Durch die Gemeinde führt die Strada Statale 372 Telesina von Caianello nach Benevento. Der Bahnhof von Dragoni liegt an der Bahnstrecke (Alifana Alta) von Santa Maria Capua Vetere nach Piedimonte Matese.